# 連邦大統領 (ドイツ)
連邦大統領（れんぽうだいとうりょう、ドイツ語: Bundespräsident）は、ドイツ連邦共和国の元首たる大統領。

## 義務と権限
事実上の憲法であるボン基本法において、連邦大統領の権限は「中立的権力（pouvoir neutre）」と定められており、儀礼的、形式的な職務に留められている。これは、ヴァイマル共和政下におけるヴァイマル憲法でドイツ国大統領には強大な権限が与えられており、特にヒンデンブルク大統領のもとで内閣を次々と任免する不安定な政治が続き、また議会を通さずに決裁できる大統領令を濫用したことで議院内閣制が機能しなくなった結果、ナチスの権力掌握を許してしまった歴史への反省が反映されたものである。
- 国際法上における国家元首としてドイツ連邦共和国を代表する。
- 連邦議会の臨時召集。
- 原則として各連邦機関と確認の上、赦免を行うことは可能であるが、単独の権限として恩赦を行うことは許されていない。
- 特命全権大使の信任を執り行う。
- 基本法に関する副署・交付・告知を官報を通じて執り行う。
- 連邦議会に対する連邦首相候補の提案、任命及び罷免。
- 連邦首相の提案に基づく連邦各担当大臣の任命。
- 政党法に基づく各政党の財務委員会の召集。
- 別に法律に定めがない限り、連邦裁判官・連邦の公務員・連邦軍の士官・下士官の任免を行う。
- 連邦議会での連邦首相に対する指名選挙が3回に及んでも統一見解を得ない場合、再度の連邦議会選挙を実施するために、連邦議会を解散するか、大統領権限によるいわゆる少数与党政権を任命することが可能。
- 連邦首相に対する信任が否決された場合、連邦首相の提案に基づいて21日以内に連邦議会の解散をすることができるが、これは連邦首相の提案後48時間の時間を置かなければならず、また提案あるいは決定前に新たな連邦首相が議会の過半数の支持で選出された場合には連邦大統領はこの権限を失う（基本法第68条）。
- 連邦議会と連邦参議院からの統一議案に基づいて、国際法上の国家防衛の必要性ならびにそのステートメントが求められた場合、連邦大統領はこれを官報を以って公告する。
- 連邦大統領は就任後、連邦政府、並びに各連邦の所属機関に在籍してはならない。

このように、連邦大統領の命令および処分は、連邦首相およびその事項を管轄する連邦政府大臣の副署があってはじめて有効となるケースが多いが、過去には、その議会決定を基本法に照らし正しくない見解であるとして、大統領権限によって署名を拒否した例が8回ある。これは、政治的な意味での拒否権というよりも、大統領に与えられた使命として、法の厳格化に照らし合わせた議会決議案の再確認による結果である。
| 成立年 | 案件名                         | 連邦大統領                           | 事由                                   |
| ------ | ------------------------------ | ------------------------------------ | -------------------------------------- |
| 1951年 | 所得税及び法人税に関する法案   | テオドール・ホイス                   | 連邦参議院で未議決                     |
| 1960年 | 商品取引に関する法案           | ハインリヒ・リュプケ                 | 労働の自由を束縛する                   |
| 1969年 | エンジニアに関する法律         | グスタフ・ハイネマン                 | 法の考え方を遵守していない             |
| 1970年 | 建築家に関する法律             | グスタフ・ハイネマン                 | 法の考え方を遵守していない             |
| 1976年 | 徴兵免除の弾力化に関する法案   | ヴァルター・シェール                 | 連邦参議院で未議決                     |
| 1991年 | 航空法の改正                   | リヒャルト・フォン・ヴァイツゼッカー | 現状の法制は改正にあって不整備         |
| 2006年 | 航空安全法の新たな規定         | ホルスト・ケーラー                   | 違憲の疑い（基本法第87条1項に抵触）    |
| 2006年 | 消費者への情報提供に関する法案 | ホルスト・ケーラー                   | 違憲の疑い（基本法第84条1項7号に抵触） |

### 特権事項
大統領在任中は不逮捕特権を有し、また証人としても裁判の一審には召喚されることはないが、必要に応じて自宅でのヒアリングに応じる。任期中の大統領を起訴し、有罪判決を問うためには連邦議会議員の4分の1にあたる議員あるいは、連邦議会か連邦参議院いずれかの議員総数の3分の2が同意した上で連邦裁判所にその真意を問うた上で、基本法61条に基づいた大統領の解任がなされることが前提条件となる。
2012年のクリスティアン・ヴルフの辞任は、彼に対する解任手続開始をニーダーザクセン州検察庁が連邦議会に申し立てたことがきっかけとなった。

## 職務と政治的な立場
冒頭に記した通り、連邦大統領は政治的に中立的な立場にあり、そのメッセージは主に演説の機会等を経て国民に伝えられる。いかなる政党にも傾倒することなく、またその便宜供与を行わないことが求められている。また、大統領の任期を終えてから政治家としての職務に就いた前例はないが、これは不文律の規定である。
ホルスト・ケーラーは歴代の連邦大統領の中で唯一、国際通貨基金 (IMF) 専務理事を務めたというドイツ国外で国際的組織の要職を経験した人物だった。
連邦大統領は、ドイツ赤十字やドイツ海難救助協会など、幅広く公的利益に貢献する団体で代表的な後援者という立場に就くことが通例とされている。

## 連邦大統領の権限代行
ドイツ連邦共和国基本法第57条により、連邦大統領に故障があるとき、または任期満了前に空位となったときは、連邦参議院議長がその権限を行使するとされている。なお、在任中に辞任した大統領は下記の3名。
- ハインリヒ・リュプケ：1969年6月、健康上の理由（在職中に脳梗塞を発症）とナチス政権下における強制収容所の建設関与疑惑で任期満了3ヶ月前に辞任。
- ホルスト・ケーラー：2010年5月、アフガニスタンにおけるドイツの軍事的立場による言及問題の責を取って辞任。
- クリスティアン・ヴルフ：2012年2月、ニーダーザクセン州首相時代の自身の汚職事件の捜査が検察により本格化されたために辞任。

## 任期及び罷免事項
当選後、連邦議会と連邦参議院との同席の下、就任に当たっての宣誓が行われてから5年。1回の連続再選が可能。就任中罷免される条件としては下記のようなケースが挙げられる。
- 死亡した場合
- 辞任した場合
- ドイツ国籍を失った場合
- 精神的に職務の遂行が不可能と判断された場合
- 連邦裁判法第61条に基づいて起訴され解任された場合

これらの状況下においてはドイツ連邦共和国基本法第57条により、連邦参議院議長がその権限を行使するとされており、空位となってから30日以内に新しい大統領を連邦会議において選出する。また、有事における防衛体制下では、ドイツ連邦共和国基本法115条に基づき、その任期を延長することが可能である。

## 大統領候補者とその選出方法について
大統領選候補者の被選挙権は、連邦議会選挙の投票権を有し、かつ40歳以上の全てのドイツ連邦共和国国民にある。2012年までの記録上、最年少での連邦大統領は52歳で当選したクリスティアン・ヴルフである。
選出は連邦議会と16の州議会から比例代表で選出された代表からなる連邦会議によってなされるが、結果としては現状での政党が持つ勢力バランスと政党間の協議によって左右されるケースが多いので、マスコミを中心に直接選挙制への移行を議論する向きもあるが、2010年、連邦議会では未だ正式に議会提案もされていない。

## 官邸と公用車

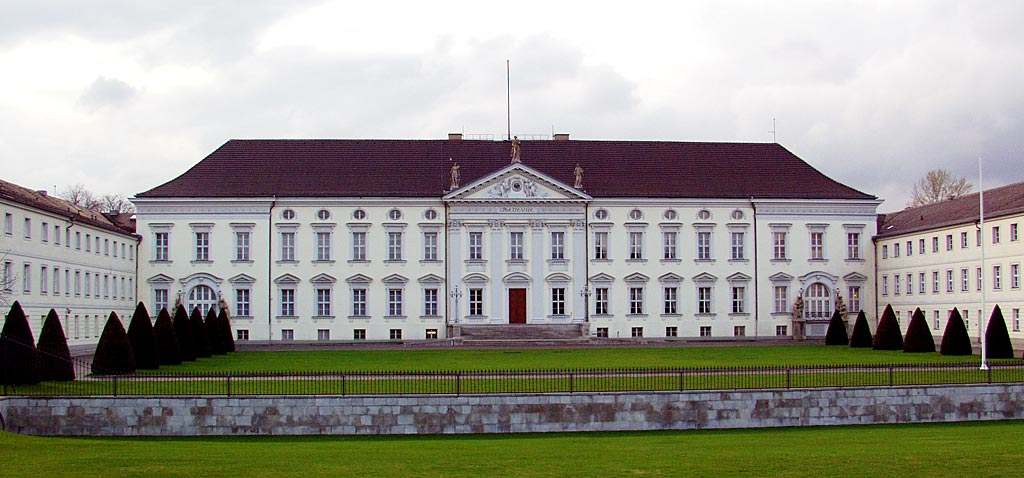
ベルビュー宮殿

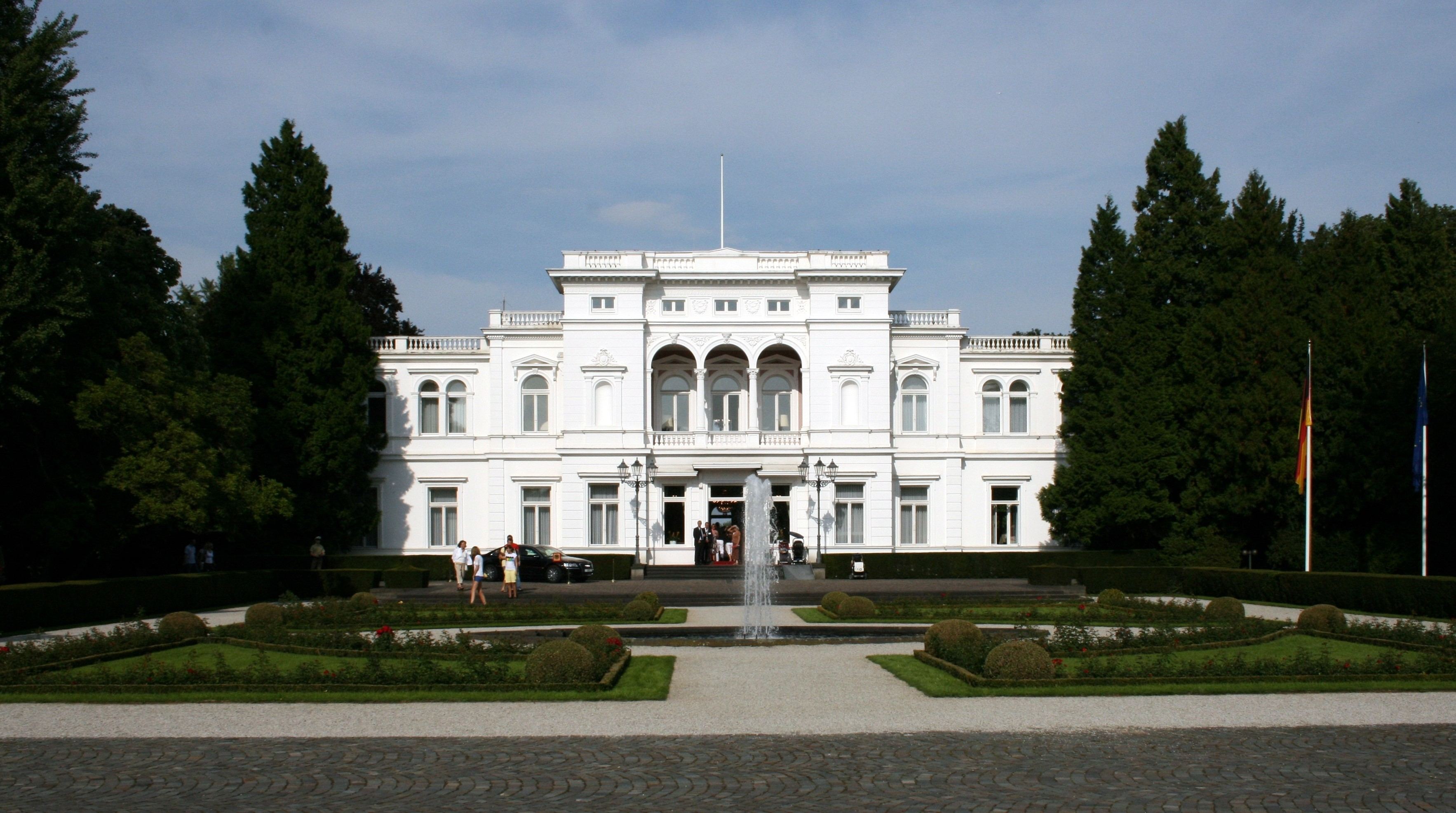
ヴィラ・ハンマーシュミット

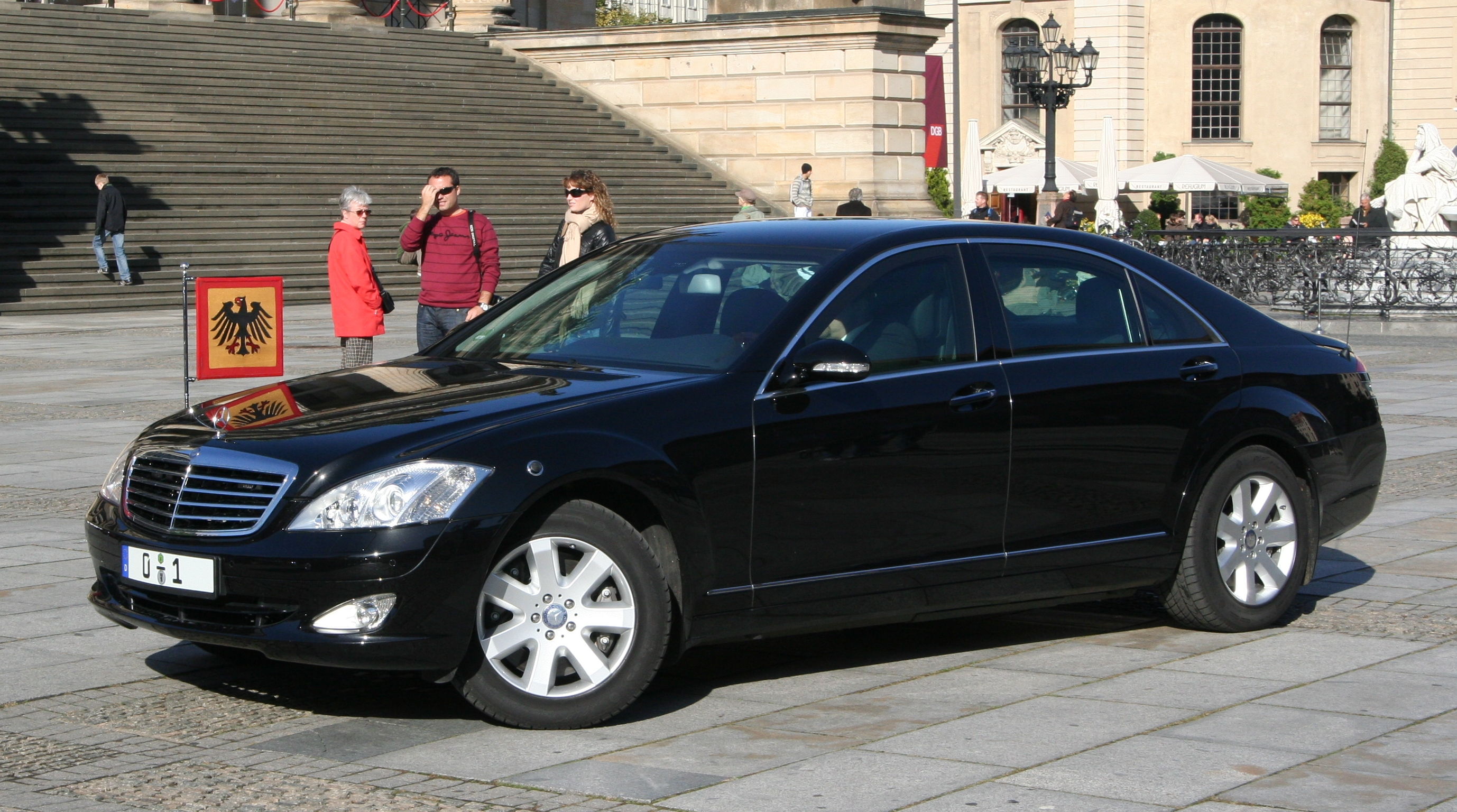
連邦大統領の公用車（メルセデス・ベンツ・Sクラス）

第一大統領官邸はベルリン市内のベルビュー宮殿。第二大統領官邸としてノルトライン＝ヴェストファーレン州のボンにあるヴィラ・ハンマーシュミットがあり、1998年からは大統領府もベルリンの官邸近くにある。公用車には防弾装甲がなされたFセグメントのドイツ車が採用されており、運転手には連邦刑事局の警備課より特別の訓練を受けた者が任命されている。

## 歳費
大統領の歳費は、一例として2010年には連邦首相の10分の9に相当する199,000ユーロの支払いが定められており、この他に特別会計としてその側近の要員や公邸の家賃を支払うために78,000ユーロが支払われる。
また、退任後は終身報酬として毎月17,500ユーロ（2010年現在）が支払われ、官邸に終身の選任秘書と事務局が設けられる。